# Syrnowec

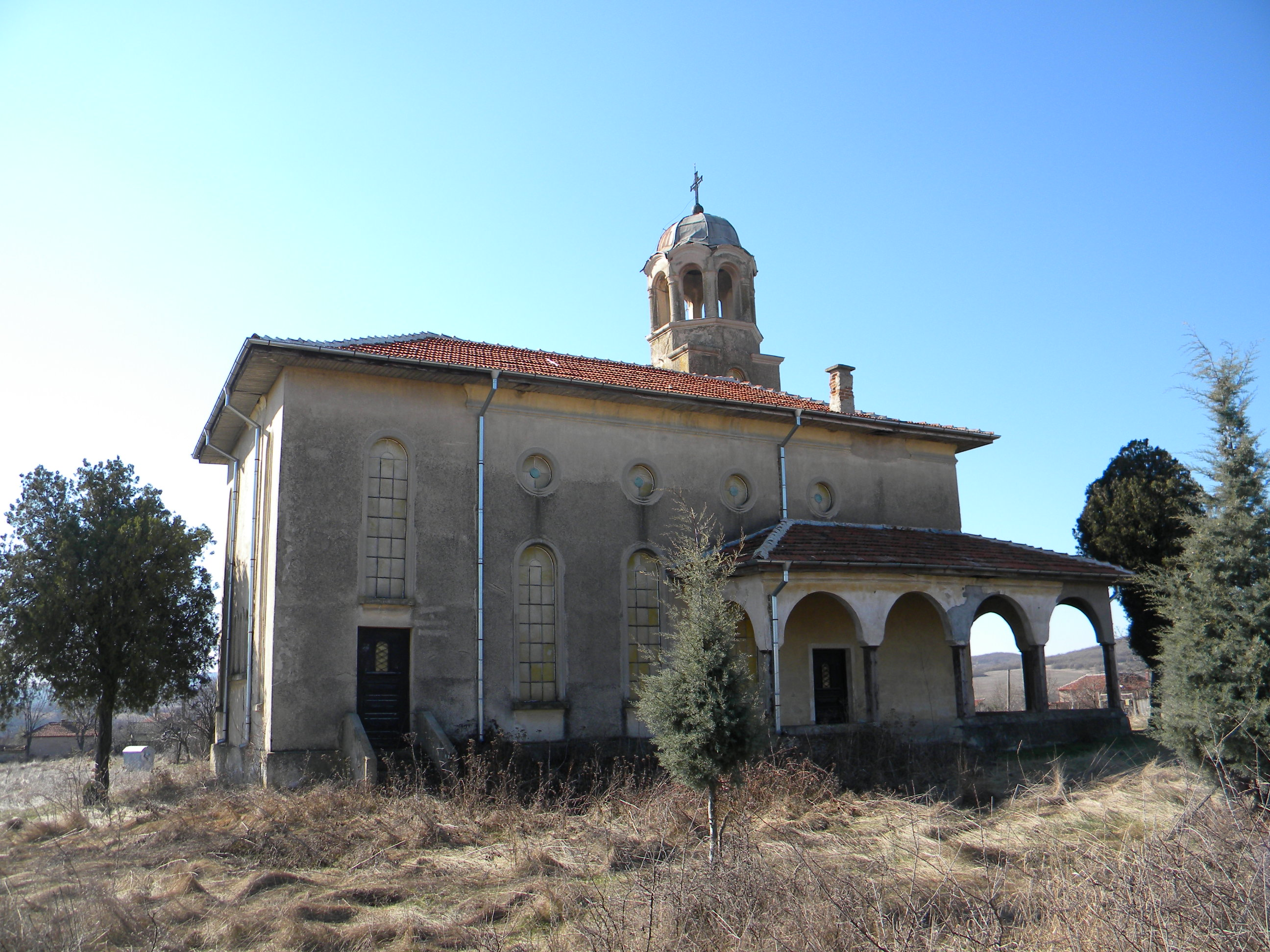
Cerkiew w Syrnowcu

Syrnowec (bułg. Сърневец) – wieś w południowej Bułgarii, w obwodzie Stara Zagora, w gminie Bratja Daskałowi. Według danych Narodowego Instytutu Statystycznego, 31 grudnia 2011 roku wieś liczyła 120 mieszkańców.

## Położenie
Syrnowec znajduje się u podnóża Syrnenej Gory, pod szczytem Goł myż.

## Infrastruktura społeczna
We wsi znajduje się cerkiew, poczta oraz dom kultury Probuda, który powstał w 1928 roku. Od czasu powstania dom kultury znajdował się w różnych budynkach. W 1978 roku dom kultury pozostał w budynku, w którym znajduje się do dzisiaj, gdzie stworzono salę dla spektakli teatralnych i pokazów filmowych. Także znajdują się biblioteka, muzeum etnograficzne oraz warsztaty. W domie kultury działa klub emerytów.